# ГЕС Gariuai
ГЕС Gariuai – гідроелектростанція у Східному Тиморі, перша та, станом на середину 2010-х, найпотужніша у цій острівній країні. Використовує ресурс з лівобережної частини сточища річки Rib De Selsal, яка впадає у море Банда за 8 км на схід від Баукау. 
Станцію спорудили для енергопостачання Баукау на наданий Норвегією грант. В межах проекту струмки Builai та Wainalale перекрили невеликими насипними греблями – висотою 2 метри та довжиною 8 метрів на першому і висотою 1 метр та довжиною 6 метрів на дургому. Ці споруди відводять ресурс до водоводу довжиною 2,35 км, який подає його до машинного залу. 
Основне обладнання станції становить одна турбіна типу Пелтон потужністю 0,326 мВт, яка при напорі у 187 метрів повинна виробляти 1,5 млн кВт-год електроенергії на рік.
Видача продукції відбувається по ЛЕП, розрахованій на роботу під напругою 20 кВ.